# 国立病院機構沼田病院
独立行政法人国立病院機構沼田病院（どくりつぎょうせいほうじんこくりつびょういんきこうぬまたびょういん）は、群馬県沼田市にある医療機関。独立行政法人国立病院機構が運営する病院である。旧国立沼田病院。政策医療分野におけるがんの専門医療施設である。

## 沿革
- 1941年 - 沼田陸軍病院として創設
- 1945年12月1日 - 厚生省移管、国立沼田病院として発足
- 2001年1月6日 - 厚生労働省移管
- 2004年4月1日 - 独立行政法人化に伴い独立行政法人国立病院機構 沼田病院に改称
- 2005年 - 巡回診療運営委員会が人事院総裁賞（職域グループ部門）を受賞

## 診療科
- 内科
- 呼吸器内科
- 消化器内科
- 小児科
- 外科
- 整形外科
- 循環器内科
- 脳神経外科
- 皮膚科
- 泌尿器科
- 婦人科
- 耳鼻咽喉科
- リハビリテーション科
- 放射線科

## 主な機能
- 群馬県災害拠点病院
- がん診療連携拠点病院（2010年3月31日まで）

## 交通アクセス
- JR上越線「沼田駅」から関越交通バス「国立病院前」下車。

病院公式ページ「アクセス」も参照